# Maserati Levante
O Maserati Levante é um veículo SUV produzido pela Maserati, lançado em 2016, sendo o primeiro veículo da montadora nessa classe.